# Iacutos

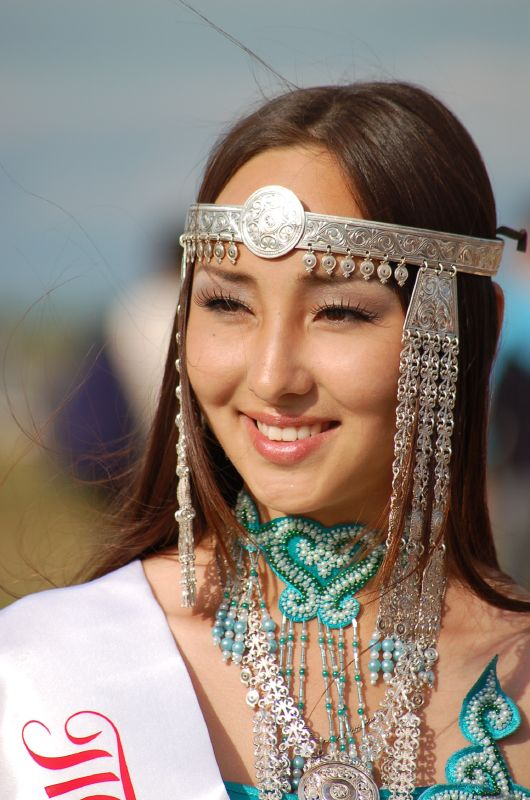
Mulher sakhalar, com adereços tradicionais

Os iacutos (em iacuto,  Сахалар, transl. Sakhalar), autodenominados Sakhalar, são um povo turcomano que habita principalmente a República da Iacútia (ou Sakha), na Federação Russa.

## Língua
A  língua iacuta faz parte do ramo siberiano das línguas turcomanas  (ou túrquicas). São cerca de 450 mil falantes (Censo Russo 2002), localizados principalmente na Iacútia  (442 mil ou 39% da população da Iacútia naquele ano), e também  nos oblasts de Amur, no Magadan, na ilha de Sacalina e nos okrug (distrito) autônomos de Taymyria e  Evenkia. A participação dos iacutos na população da região reduziu-se durante o domínio soviético, em função de migrações forçadas e das políticas de relocação, mas, nos últimos anos, voltou a crescer. Em função do número de falantes, a língua iacuta  não se encontra em tão grande risco de extinção quanto outros idiomas falados na  Federação Russa.

## Subdivisão
Os iacutos dividem-se  em dois grupos, segundo a atividade econômica e a localização geográfica. Os do norte levam uma vida de caçadores, pescadores seminômades. São criadores de iaques e renas. Os do sul dedicam-se  à criação de cavalos e de gado.

## Origem
Os iacutos migraram originalmente da Ilha Olkhon e da região do Lago Baikal para as bacias dos rios Lena,  Aldan e Vilyuy, onde se miscigenaram com outros povos indígenas do norte da Rússia, como os evens e evenkis.
Por volta da segunda década do século XVII, os russos iniciaram a ocupação do território. Anexaram a Iacútia, impuseram impostos sobre as peles e tiveram que sufocar várias rebeliões dos iacutos, entre 1634 e 1642. A descoberta de ouro e, mais tarde, a construção da Ferrovia Transiberiana atraíram cada vez mais russos para a região. Na década de 1820, a maioria dos iacutos já se havia convertido à religião ortodoxa russa, embora ainda mantivessem muitas das práticas do xamanismo.
Em 1919 o novo governo soviético  denominou a região como República Socialista Soviética da Iacútia.

## Mitologia
- Abassy